# (5726) Rubin
(5726) Rubin es un asteroide perteneciente al cinturón de asteroides descubierto el 24 de enero de 1988 por Carolyn Shoemaker y por su esposo que también era astrónomo Eugene Shoemaker desde el Observatorio del Monte Palomar, Estados Unidos.

## Designación y nombre
Designado provisionalmente como 1988 BN2. Fue nombrado Rubin en homenaje la astrónoma estadounidense Vera Cooper Rubin, que ha estudiado los movimientos de gas y estrellas en galaxias y los movimientos de galaxias en cúmulos. Sus observaciones han sido fundamentales para nuestra comprensión de la distribución de la masa en el universo. Miembro de la Academia Nacional de Ciencias, recibió la Medalla Nacional de la Ciencia en 1993 y en 1996 se convirtió en la segunda mujer en recibir la Medalla de Oro de la Royal Astronomical Society.

## Características orbitales
Rubin está situado a una distancia media del Sol de 2,349 ua, pudiendo alejarse hasta 2,717 ua y acercarse hasta 1,981 ua. Su excentricidad es 0,156 y la inclinación orbital 25,26 grados. Emplea 1315,56 días en completar una órbita alrededor del Sol.

## Características físicas
La magnitud absoluta de Rubin es 13,5. Tiene 5,233 km de diámetro y su albedo se estima en 0,328. 